# Myxosargus scutellatus
Myxosargus scutellatus är en tvåvingeart som beskrevs av Samuel Wendell Williston  1900. Myxosargus scutellatus ingår i släktet Myxosargus och familjen vapenflugor. Inga underarter finns listade i Catalogue of Life.